# Wilhelm I Bawarski
Wilhelm I Bawarski (ur. 12 maja 1330 we Frankfurcie nad Menem, zm. 15 maja 1389 w Le Quesnoy) – książę Bawarii w latach 1347–1349 (razem z braćmi), książę Dolnej Bawarii (razem z braćmi Albrechtem I i Stefanem II), książę Bawarii-Straubing (z Albrechtem I) jako Wilhelm I, hrabia Holandii jako Wilhelm V, hrabia Zelandii jako Wilhelm IV od 1354 i hrabia Hainaut jako Wilhelm III od 1356. We wszystkich państwach faktycznie utracił władzę w 1357/8, kiedy zapadł na chorobą psychiczną i został uwięziony aż do śmierci.

## Młodość
Wilhelm był drugim najstarszym synem cesarza Ludwika Bawarskiego i jego drugiej żony Małgorzaty z Hainaut. W chwili śmierci ojca miał 17 lat. W latach 1347–1349 rządził całą Bawarią razem z braćmi Ludwikiem V, Stefanem II, Ludwikiem VI, Albrechtem I i Otto V. Następnie po podziale od 1349 do 1353 wraz z braćmi Stefanem II i Albrechtem I panował w Dolnej Bawarii, a od 1353 objął wydzieloną Bawarię-Straubing razem z Albrechtem I.

## Konflikt o władzę w Niderlandach
W 1345 zmarł bezdzietnie brat Małgorzaty II Wilhelm II z Hainaut, wskutek czego prawa do dziedzictwa terytoriów dynastii z Avesnes przeszły na nią. Zignorowano przy tym prawa innych jego sióstr, m.in. królowej angielskiej Filipy. Prawa na mocy iure uxoris nabył cesarz Ludwik IV i przekazał je żonie i właśnie Wilhelmowi. Mimo wszystko na mocy testamentu cesarza jego syn Ludwik VI Rzymianin otrzymał od ojca prawa do Holandii i Hainaut. Zrezygnował z nich na rzecz Wilhelma i Albrechta w 1349 r., kiedy pojawiła się przed nim wizja otrzymania korony polskiej na skutek małżeństwa z córką Kazimierza III Wielkiego, Kunegundą.
W takiej sytuacji również Małgorzata zrezygnowała z władzy i przekazała niderlandzkie hrabstwa Wilhelmowi. Jego rządy nie cieszyły się jednak poparcie możnowładztwa, które w 1350 r. poprosiło Małgorzatę o powrót do Holandii. W odpowiedzi na powrót Małgorzaty stronnicy Wilhelma zawiązali 23 maja Ligę Dorsza. Stronnicy cesarzowej-wdowy zawiązali natomiast Ligę Haka. Rozpoczęła się kilkuletnia wojna między matką a synem o władzę nad Hainaut i Holandią, znana jako „Wojna haka i dorsza” (niderl. Hoekse en Kabeljauwse twisten).
Pomoc dla Małgorzaty nadeszła ze strony jej szwagra, króla Anglii Edwarda III. W 1351 r. przysłane przezeń posiłki wygrały bitwę morską pod Veere. Wkrótce jednak Wilhelm pokonał stronników matki pod Vlaardingen. Klęska to oznaczała upadek sprawy Małgorzaty. Edward III rychło zmienił strony i poparł Wilhelma. Wojna przeciągnęła się do 1354 r., kiedy to zawarto pokój. Małgorzata pozostawała hrabiną Hainaut, Wilhelm otrzymywał Holandię i Zelandię. Małgorzata zmarła dwa lata później i Wilhelm ponownie zjednoczył niderlandzkie posiadłości Wittelsbachów z zastrzeżeniem, że jego koregentem jest brat Albrecht (nie objął on jednak faktycznej władzy aż do 1358). Skutkiem sojuszu z Edwardem III było małżeństwo z Matyldą (Maud z Lancasteru), siostrą Blanki z Lancasteru (matki Henryka IV Lancastera).

## Choroba i uwięzienie
W 1356/7 roku zaczął wykazywać oznaki choroby psychicznej, zdarzyło mu się nawet zaatakować i zabić swego rycerza Gerarda van Wateringe bez żadnego powodu. W związku z tym brat Albrecht w 1358 został regentem holenderskich księstw i wkrótce potem uwięził go na zamku Le Quesnoy. Wilhelm pozostał w niewoli aż do swojej śmierci ponad 40 lat później, wciąż pozostając formalnym współwładcą. Wilhelm I Bawarski został pochowany w kościele dworskim w Valenciennes.

## Małżeństwo i potomstwo
W 1352 Wilhelm ożenił się z Matyldą z Lancasteru, córką Henryka z Grosmont, 1. hrabiego Lancaster i Izabeli z Baeumont. Doczekali się córki, która urodziła się i zmarła w 1356.
Wilhelm miał także co najmniej dwójkę nieślubnych dzieci (na pewno matką pierwszego była Katharina Gerrit):
- Wilhelma (1356–1423), który w 1398 poślubił Lisbeth Hughe,
- Elżbiety (1359–1415), żony Brustijna van Herwijnen, pana Stavenisse
- być może Jana.